# Gobierno de la Gran Asamblea Nacional
El Estado de Turquía (en turco: Türkiye Devleti ), autoidentificado como el Gobierno de la Gran Asamblea Nacional (Büyük Millet Meclisi Hükûmeti ) o Turquía (Türkiye), comúnmente conocido como Gobierno de Ankara (Ankara Hükûmeti ), o arcaicamente el Gobierno de Angora, fue un gobierno turco provisional y revolucionario con sede en Ankara (entonces conocida en español como Angora) durante la Guerra de Independencia turca (1919-1923) y durante los años finales del Imperio otomano. Estaba dirigido por el Movimiento Nacional Turco, a diferencia del desmoronado Gobierno de Constantinopla (también conocido como Gobierno de Estambul), que estaba dirigido por el sultán otomano.
Durante la Guerra de Independencia, el gobierno de la Gran Asamblea Nacional comandó el ejército conocido como Kuva-yi Milliye («Fuerzas Nacionales»). Tras la guerra y la victoria sobre el gobierno monárquico de Constantinopla, el gobierno republicano de Ankara declaró el fin del Imperio otomano y la creación de la República de Turquía a partir de sus cenizas en 1923. La Gran Asamblea Nacional es hoy el órgano parlamentario de Turquía.

## Historia
En el momento en que se proclamó el Gobierno de Ankara, existía otro gobierno turco en la Constantinopla ocupada por los Aliados (ahora Estambul), concretamente el Gobierno Imperial Otomano, a menudo conocido como «Gobierno de Constantinopla» (a diferencia del gobierno nacionalista de Ankara). Una vez constituida la Gran Asamblea Nacional, el 23 de abril de 1920, sin rechazar en un primer momento la legitimidad del sultanato otomano, el nuevo parlamento de Ankara formó su propio gobierno en el seno de la Asamblea. Los ministros fueron llamados «Vekil» (en funciones) en lugar del convencional «Nazır», para mantener el carácter provisional del gobierno.
El Gobierno de Ankara se fundó para representar Turquía porque la capital de jure, Constantinopla, estaba bajo ocupación. El presidente del GNA (rebautizado como Gran Asamblea Nacional de Turquía después del 8 de febrero de 1921) y más tarde de la República de Turquía, fue Mustafa Kemal Pasha. Una vez firmado el Armisticio de Mudanya, que sustituyó al Armisticio de Mundros (firmado por el Imperio Otomano en 1918 al finalizar la Primera Guerra Mundial) y puso fin a la Guerra de Independencia turca, el GNA abolió el Sultanato imperial, al que se acusó de colaborar con los aliados durante la ocupación de Turquía.
El Gobierno de Constantinopla, que representaba al sultanato otomano y al antiguo orden imperial y monárquico, inicialmente se negó a reconocer el movimiento nacional turco y al Gobierno de la Gran Asamblea Nacional de Ankara, sosteniendo que él era el único gobierno legítimo del Imperio Otomano. Intentó derrotar militarmente al Gobierno de Ankara utilizando sus Kuva-yi Inzibatiye, es decir, las «Fuerzas del Orden», comúnmente conocidas como el «Ejército del Califato» (a diferencia de las fuerzas del GNA, las Kuva-yi Milliye, el «Ejército de la Nación»), pero no lo hizo. En 1921, equipos diplomáticos tanto del gobierno monárquico de Constantinopla como del gobierno republicano de Ankara se presentaron en la Conferencia de Londres. Sin embargo, en una medida sorprendente, el equipo diplomático otomano liderado por Ahmet Tevfik Pasha cedió y permitió que el equipo diplomático turco liderado por Bekir Sami Kunduh fuera el único representante del país en la conferencia. El Tratado de Lausana fue firmado el 24 de julio de 1923 entre los representantes de los Aliados y de Ankara, reconociendo así oficialmente al gobierno de Ankara como el gobierno turco legítimo.
El 29 de octubre, la Asamblea Nacional declaró la República de Turquía.

## Gobiernos
Los gobiernos anteriores a la República solían llamarse «ministros ejecutivos de Turquía». Ellos eran:
- Primer gabinete de los Ministros Ejecutivos de Turquía
- Segundo gabinete de los Ministros Ejecutivos de Turquía
- Tercer gabinete de los Ministros Ejecutivos de Turquía
- Cuarto gabinete de los Ministros Ejecutivos de Turquía
- Quinto gabinete de los Ministros Ejecutivos de Turquía